# Kõvvõrjärv
Kõvvõrjärv ist ein natürlicher See in Kanepi im Kreis Põlva auf dem estnischen Festland. 560 Meter vom 12,2 Hektar großen See entfernt liegt das Dorf Kooraste und 54,6 Kilometer entfernt liegt der 3555 km² große Peipussee (Peipsi-Pihkva järv). Mit einer maximalen Tiefe von 10,2 Metern und einer durchschnittlichen Tiefe von vier Metern ist er ziemlich tief.